# Gregor von Sengbusch
Gregor von Sengbusch (* 19. April 1823 in Essenhof, Livland; † wohl 3. Januar 1878 in Orenburg) war ein deutsch-baltischer Offizier in russischen Diensten.

## Leben
Gregor von Sengbusch war Sohn des russischen Kapitäns Johann Alexander von Sengbusch. Der Vater war Pfandbesitzer auf Essenhof und Winkelmannshof in Livland. Er wurde Offizier in den Diensten der kaiserlich russischen Armee. Zunächst als Oberst war er ab 1864 bis 1875 Chef des Stabes des Orenburger Kosaken-Heeres. 1869 erfolgte seine Beförderung zum Generalmajor. Von 1875 bis zu seinem Tod wurde er Gouverneur in Orenburg und Ataman der Orenburger Kosaken. Er war von 1870 bis 1878 Präsident des Kirchenrates der evangelisch-lutherischen Kirche Orenburgs.